# Дестунис, Спиридон Юрьевич
Спиридо́н Ю́рьевич Дестунис  (1782 — 30 июня 1848) — генеральный консул в Смирне, первый драгоман при Азиатском департаменте, писатель-эллинист.

## Биография
Родился в 1782 году в небольшом городке Ассо на острове Кефалиния (современная Греция). Его род принадлежал к городской аристократии: дед был священником в крепости Ассо, а отец, Юрий, занимавшийся медициной, пользовался особым доверием правительства, которое удостоило его права быть сенатором.
Спиридон Дестунис начальное образование получил дома, дальнейшее — в Москве, куда услал его отец из боязни, что политическое движение, охватившее тогда запад Европы, не увлекло и его пылкого сына. Дестунис поступил в Московский университетский пансион, где в числе прочих товарищей встретил Дмитрия Дашкова, Дмитрия Блудова, впоследствии выдающихся государственных деятелей. Здесь Дестунис предался любимому предмету — литературе, преимущественно древней. Занятия греческой и римской литературой не мешали ему следить также с полным вниманием и за новыми европейскими сочинениями, а также заниматься изучением языков, а также русской, итальянской, французской и немецкой письменностями.
На служебно-литературное поприще Дестунис вступил в апреле 1802 года, когда определился в архив Коллегии иностранных дел и напечатал в Москве свой греческий (с русского) перевод «Экономии жизни». Перевод был посвящён графу Лузи, сыну Прусского, при Русском дворе, посланника. В то же самое время Дестунис перевёл с французского «Детскую нравственность Кампе» для подрастающего греческого поколения. Прослужив несколько лет в Москве, Дестунис переехал в Петербург, где и продолжал свою службу в Министерстве иностранных дел, по-прежнему занимаясь на досуге литературой. Здесь он занялся переводом «Жизнеописаний» Плутарха, которого он особенно высоко ценил среди греческих классиков. Благодаря стараниям Александра Стурдзы и графа Николая Румянцева, граф Каподистрия исходатайствовал в 1816 году у императора, чтобы все 13 частей перевода были изданы на счёт Императорского кабинета в пользу инвалидов. Переводчик же в награду за свой труд получил 2000 десятин земли. Однако, только 6 частей перевода были изданы при Дестунисе; остальные же вышли в свет с большими ошибками и пропусками.
Примерно в то же время Николай Румянцев, тогдашний канцлер, сознавая важность изучения византийской истории в связи с русской, поручил Дестунису составить эллино-русский лексикон, согласно с новейшими успехами филологии. Составленный Дестунисом словарь по рассмотрении был одобрен Министерством народного просвещения, но по каким-то обстоятельствам остался неизданным. В 1818 году Дестунис за отлично-ревностную службу был назначен генеральным консулом в Смирну. Вскоре здесь вспыхнуло греческое восстание. Получив предписание переехать на нейтральную землю, Дестунис покинул Смирну и поселился сперва на Чериго (одном из Ионических островов), а потом в Венеции. Здесь он перевел на русский язык сочинение Мельхиора Джиоио «Le nuove Galateo» и составил «Историко-топографическое описание Венеции»; оба эти труда остались в рукописях.
В 1826 году Дестунис был вызван в Петербург, где и жил постоянно до 1845 года. В это время он перевёл с греческого на русский язык сочинение Александра Стурдзы «Ручная книга православного христианина». Этот перевод был напечатан в 1849 году, а вскоре вышло и второе его издание. В 1831 году была издана Правительствующим сенатом переведённая Дестунисом «Ручная книга законов», или, так называемое, «Шестокнижие», собранное Константином Арменопулом. Вскоре после этого Дестунис занялся изучением морского права Европы с целью составить на русском языке руководство к изучению главных вопросов морского права. Mихаил Сперанский, рассмотрев в рукописи сочинение Дестуниса, выразил ему своё полное одобрение. В 1841 году Дестунис представил свой труд в Министерство народного просвещения, которое, предложило автору расширить задачу своего исследования и поместить историческое обозрение разных трактатов. Дестунис считал такую работу себе не под силу, оставил свою рукопись неизданной и напечатал только статью «Изложение понятий разных народов о власти над морем» (Журнал Министерства народного просвещения, 1846 год, книги 5 и 6).
С 1838 года, по поручению Академии наук, Дестунис в продолжение трёх лет занимался переводом с греческого «Византийских историков». Он перевёл 4 части издания, остальная же часть перевода была издана его сыном Гавриилом уже после его смерти. В 1841 году Дестунис напечатал в Журнале Министерства народного просвещения (ч. XXXII, отд. ІІ) статью «Нечто о византийских историках», где он вкратце указывает на их значение для русской истории.
Литературно-научные занятия не мешали служебным обязанностям, и Дестунис успешно исполнял неоднократные поручения начальства. С 1835 года он числился первым драгоманом при Азиатском департаменте преподавал новогреческий язык в Учебном отделении восточных языков МИД, в 1842 году был пожалован чином действительного статского советника, а в 1848 году орденом Станислава 1-й степени. В 1845 году ради больного сына он ездил в Грецию. Ещё незадолго до смерти, обрадованный переводами с санскритского Димитриоса Галаноса, Дестунис написал статью «О приобретениях, сделанных европейскою и особенно греческою литературою в произведениях древнего Востока» (Журнал Министерства народного просвещения, ч. XLIX, отд. II), статью, полную замечаний о современном греческом языке, в конце которой для образца приложен перевод с греческого нравоучительных мыслей философа Сенеки.
В 1848 году в Петербурге свирепствовала холера, жертвой которой стал и Дестунис.

## Членство в организациях
Ещё в молодости (в 1816 году) Дестунис был избран в действительные члены Общества любителей российской словесности при Московском университете, в 1837 году — в корреспонденты Императорского человеколюбивого общества, в 1836 году — в члены Одесского общества истории и древностей. Музей этого общества обязан Дестунису значительным приношением драгоценных остатков древнего искусства, собранных им в Смирне: в 1841 году он прислал до 20 кусков древних мраморов, содержащих обломки барельефов, надгробных надписей, архитектурных орнаментов и прочее, а также до 50 штук глиняных сосудов. Дестунис был также членом Афинского общества изящных искусств, а с 1847 года и действительным членом Афинского общества древностей.